# Pine Bluff
Pine Bluff är en stad i Jefferson County i delstaten Arkansas, USA. Pine Bluff är administrativ huvudort (county seat) i Jefferson County.

## Kända personer från Pine Bluff
- Bill Carr, friidrottare, olympisk guldmedaljör
- Dallas Long, friidrottare, olympisk guldmedaljör
- Joshua Altheimer, bluespianist